# تيري رووي
تيري رووي (بالإنجليزية: Terry Rowe)‏ (8 يونيو 1964 في المملكة المتحدة - ) هو لاعب كرة قدم بريطاني في مركز الوسط. لعب مع نادي برينتفورد وتامبا باي راوديز وAnaheim Splash ‏ وتشيرتسي تاون ‏ وDayton Dynamo (1988–1995) ‏ وديترويت سفاري ‏ وويتشاتا وينغز ‏.